# Volkswagen Golf 1
Volkswagen Golf І — перше покоління автомобіля компактного класу Volkswagen Golf, що випускалося концерном Volkswagen з 1974 по 1983 рр. Всього було збудовано 6.780.050 екземплярів Golf I усіх модифікацій, з них було виготовлено близько 6,2 мільйонів хетчбеків, 389.000 кабріолетів, виробництва Karmann, та 200.000 екземплярів пікапів Caddy.

## Історія
Вклавши в розробку нової моделі 230 млн. DM Volkswagen в травні 1974 року представляє її світу. Автомобіль отримує ім'я Golf на честь теплої океанічної течії.
Сьогодні дружне сімейство гольф нараховує сім моделей (поколінь) і всі вони відносяться до автомобіля малого середнього класу.
VW Golf першого покоління вже давно став класикою. А тоді для європейця з середнім статком це був автомобіль мрії. Скромна пластикова обробка, незграбний дизайн і середній комфорт окупалялися переднім приводом (надзвичайно рідкісним в той час), широкою гамою бензинових та дизельних силових агрегатів, механічними і автоматичними КПП, вибором кузовів (трьох-або п'ятидверний хетчбек, седан Jetta і кабріолет). Гольф випускався в двох виконаннях (базове і люкс) мав великий набір опцій: омивач заднього скла, «двірник», зсувний люк в даху, пробку бензобака що закривається і колеса з литими дисками.
Автомобіль економно витрачав паливо (8,6 л/100км) розвивав максимальну швидкість до 149 км/год, і розганявся з місця до 90 км/час за 13,2 сек.
Але творці Volkswagen не стояли на місці, і вже восени 1975 року відвідувачам Франкфуртського автосалону був представлений VW Golf GTI.
Golf GTI перша спортивна версія, що поєднує в собі вартість малолітражка і динаміку спортивного купе. Його 110 к.с., зняті з 1,6 — літрового мотора, і 9,1 секунди з місця до 100 км/год стали справжнім рекордом. Зовні його відрізняли чорні рамки вікон, спортивні сидіння і кермо, розширені пластиковими накладками колісні арки і ряд інших деталей.
Цей автомобіль почав мати особливий попит на ринку. І вже в 1976 році з'являється Golf GTI Дизель з 50-сильним, 1,5 літровим турбодизелем.
У 1979 році представляє новинку Volkswagen Golf-кабріолет зі складним м'яким верхом. Кузов виготовлявся відомим ательє Karmann з Оснабрюка. Golf-кабріолет випускався аж до 1993 року.
Випуск Golf I був зупинений в 1983 році. За цей час по світу розійшлися близько 6,8 міл. машин різних модифікацій.

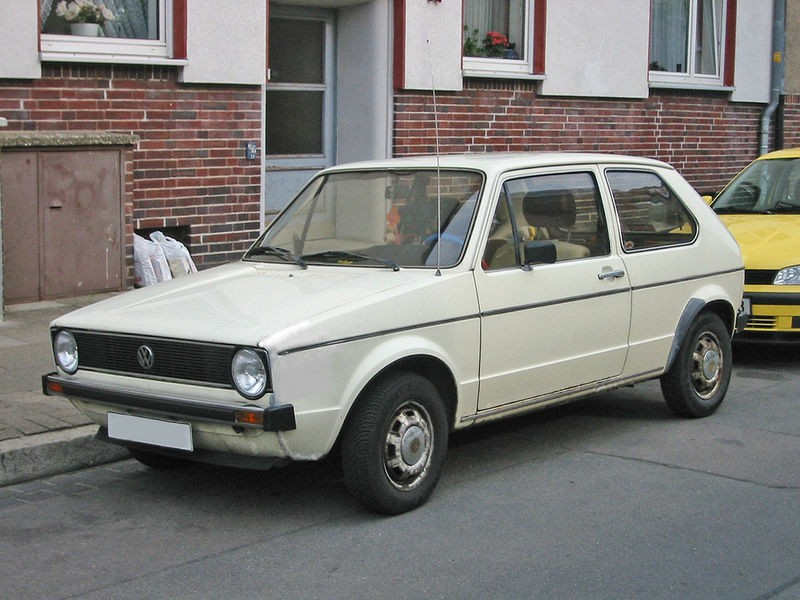
VW Golf I (1974–1977)
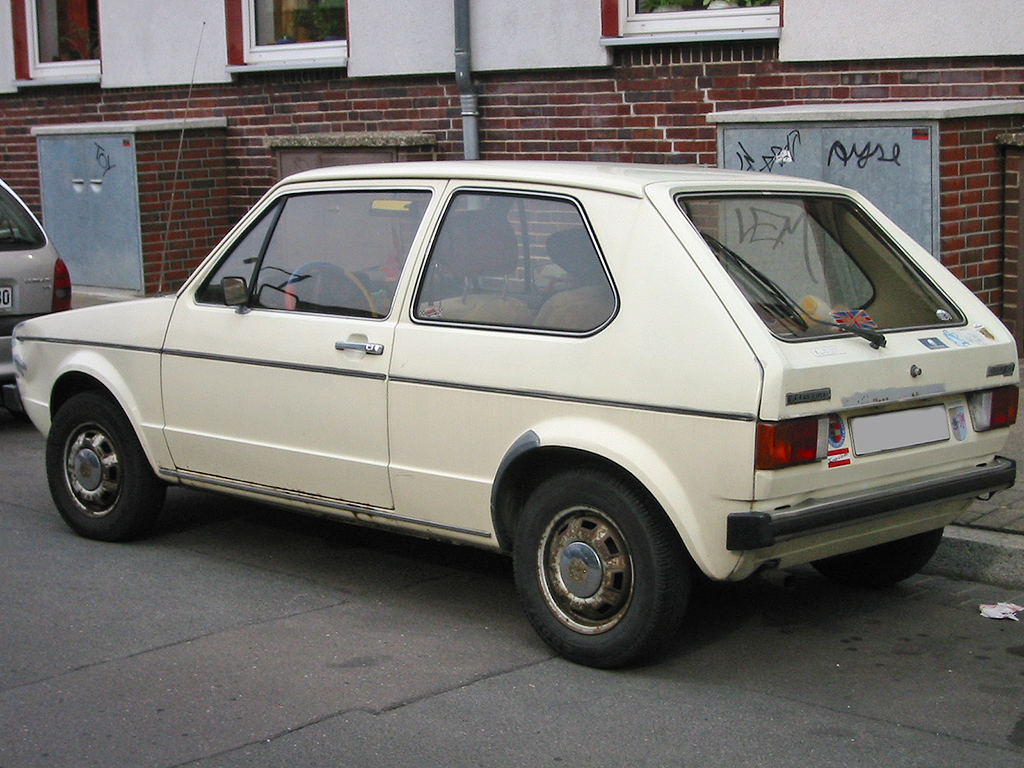
VW Golf I (1974–1977)
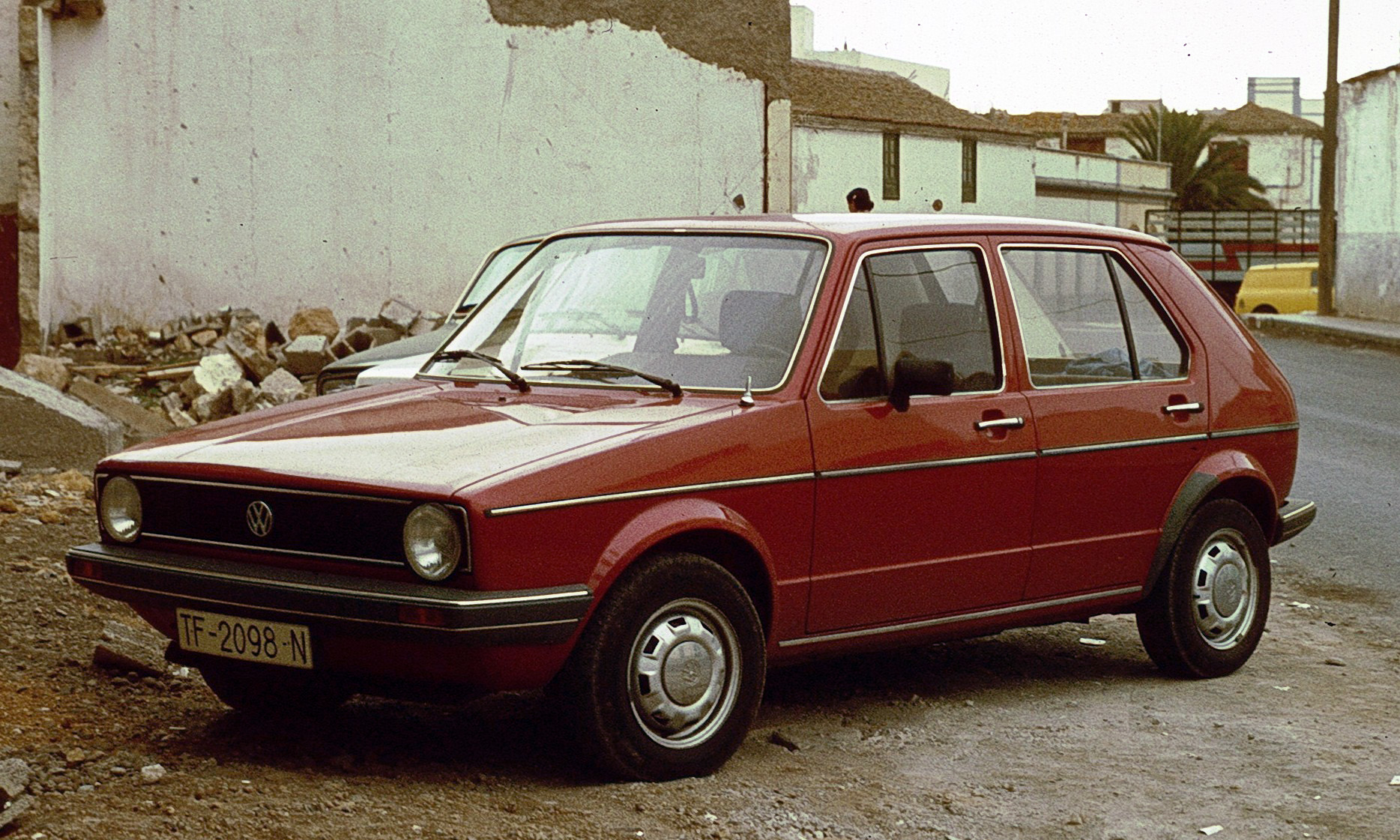
VW Golf I (1977–1980)
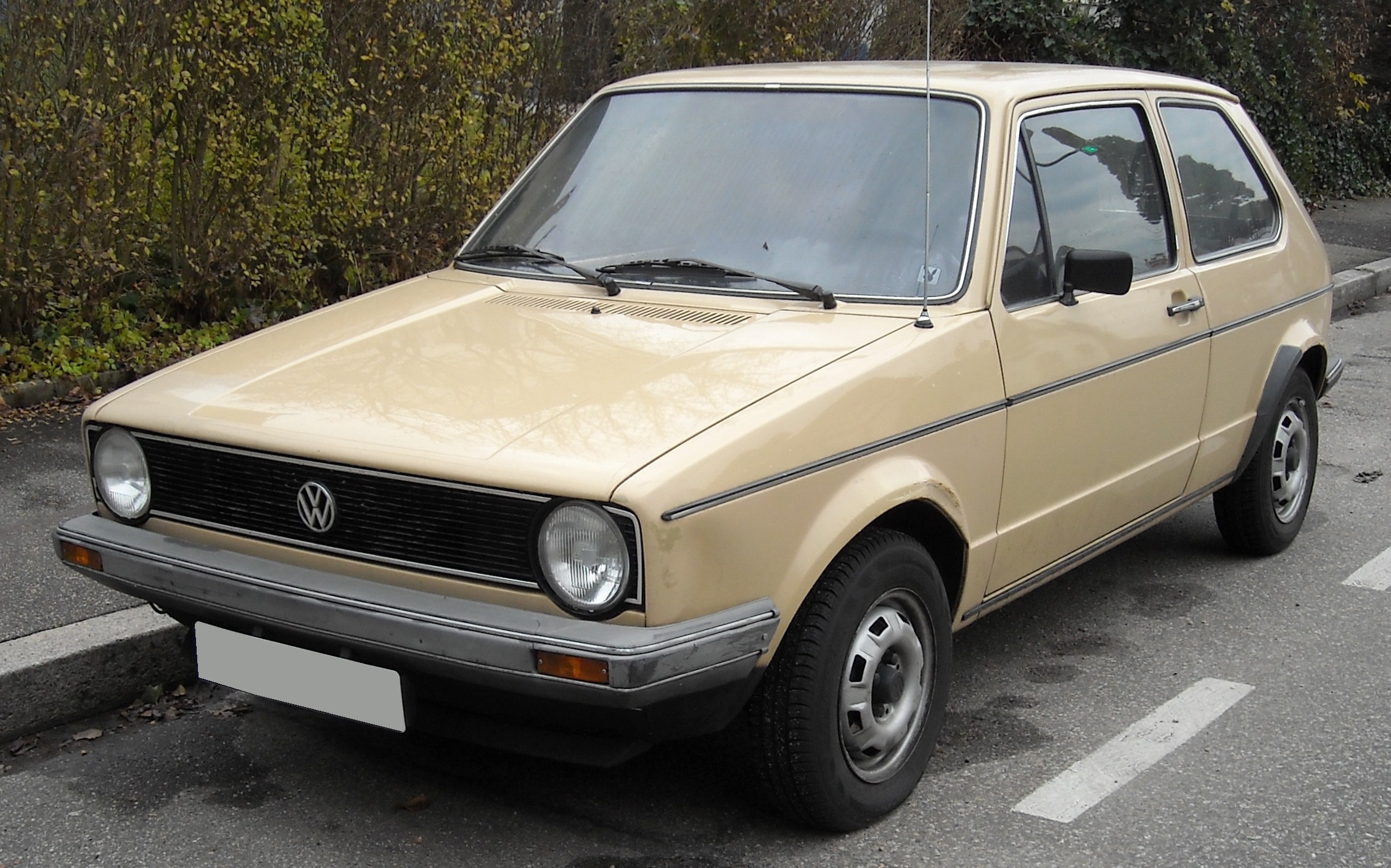
VW Golf I (1980–1983)
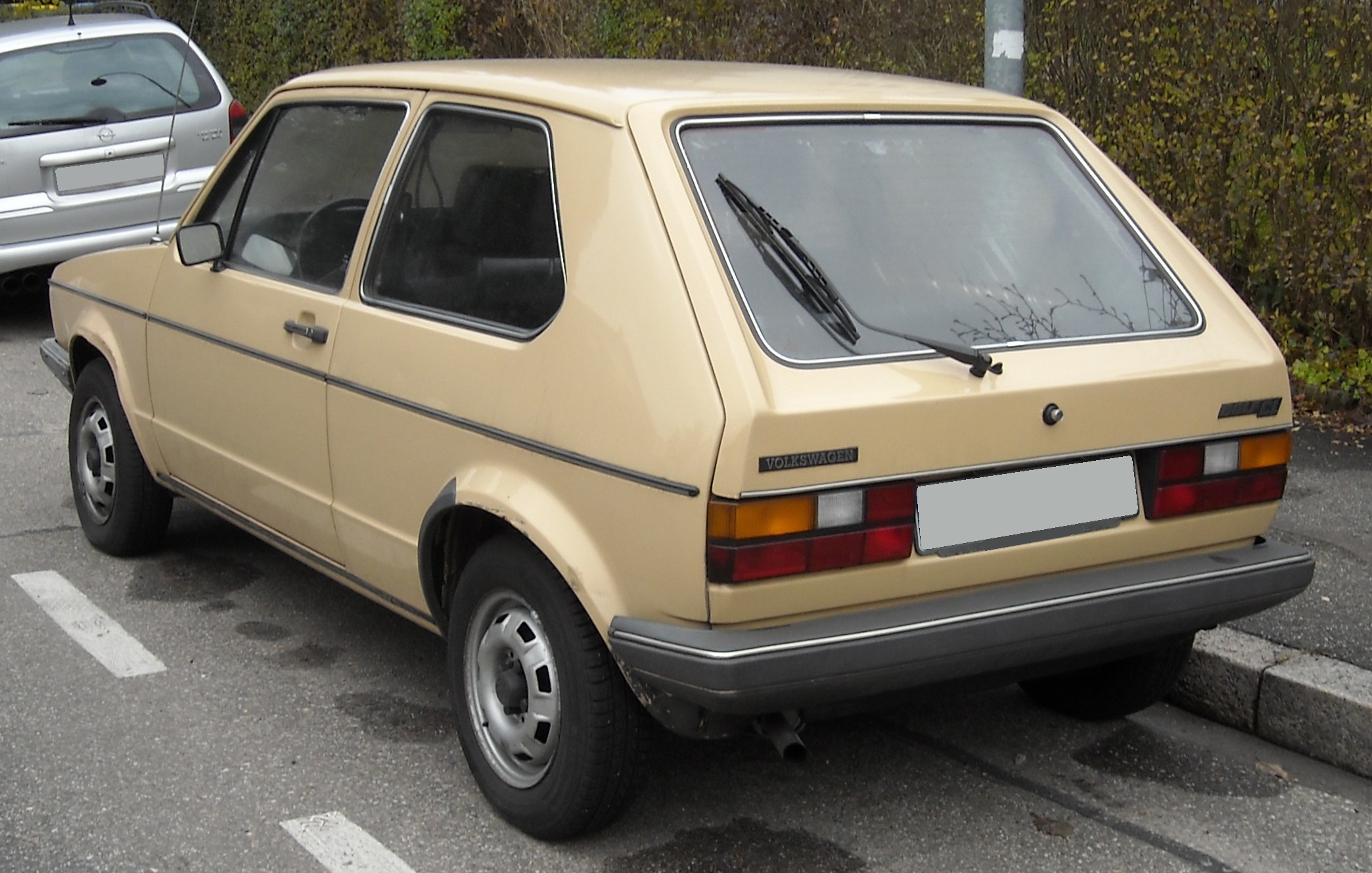
VW Golf I (1980–1983)
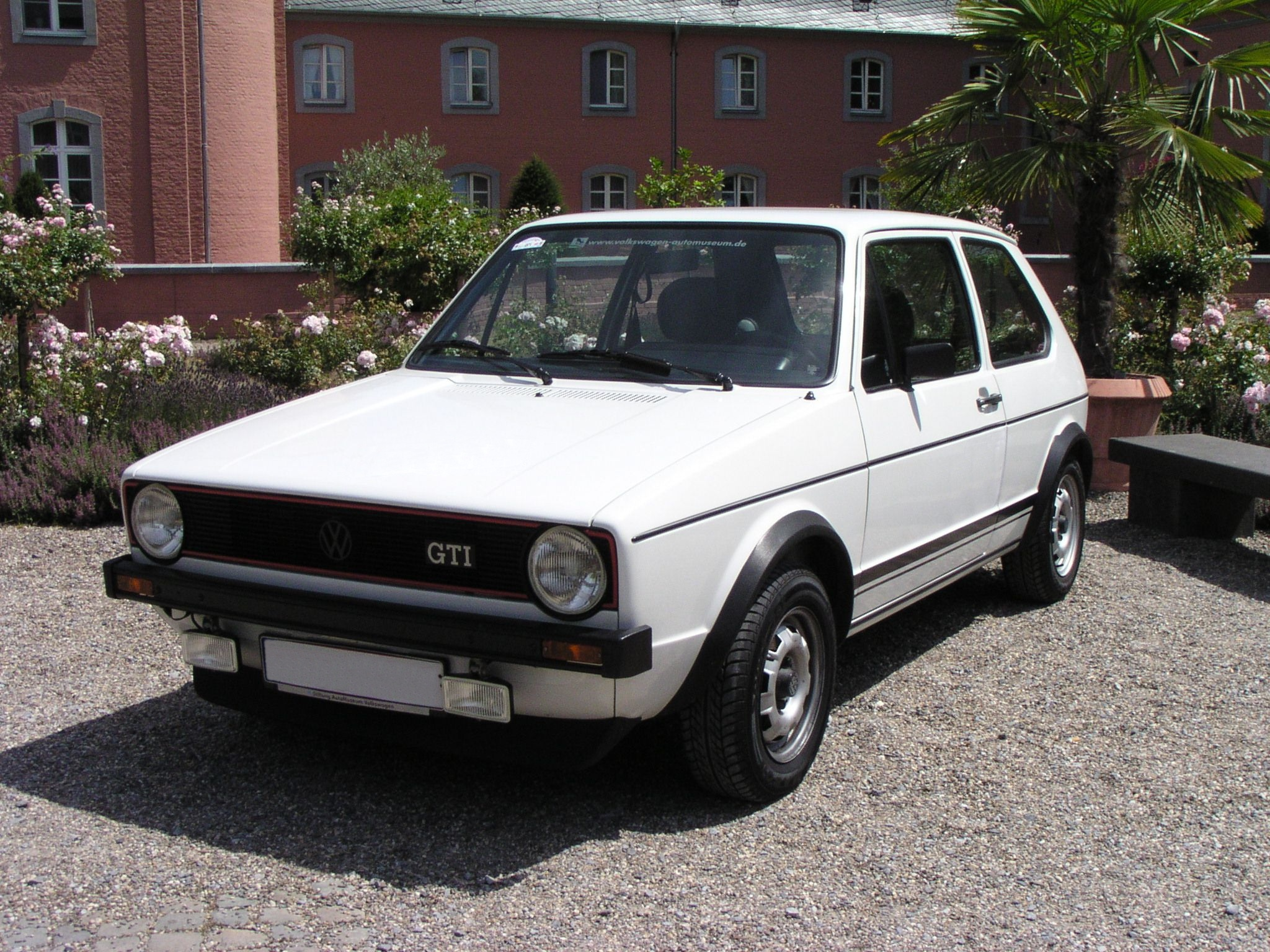
VW Golf I GTI
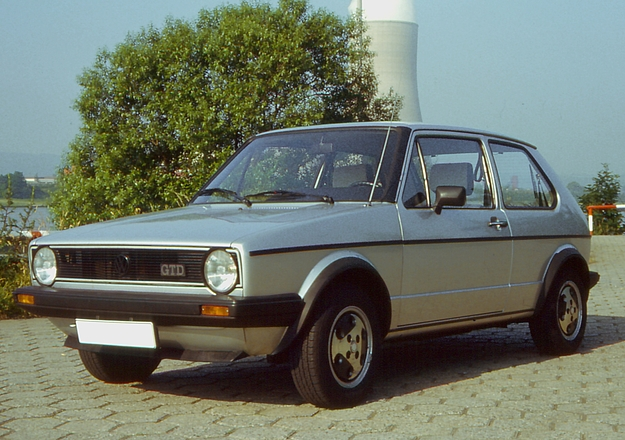
VW Golf I GTD
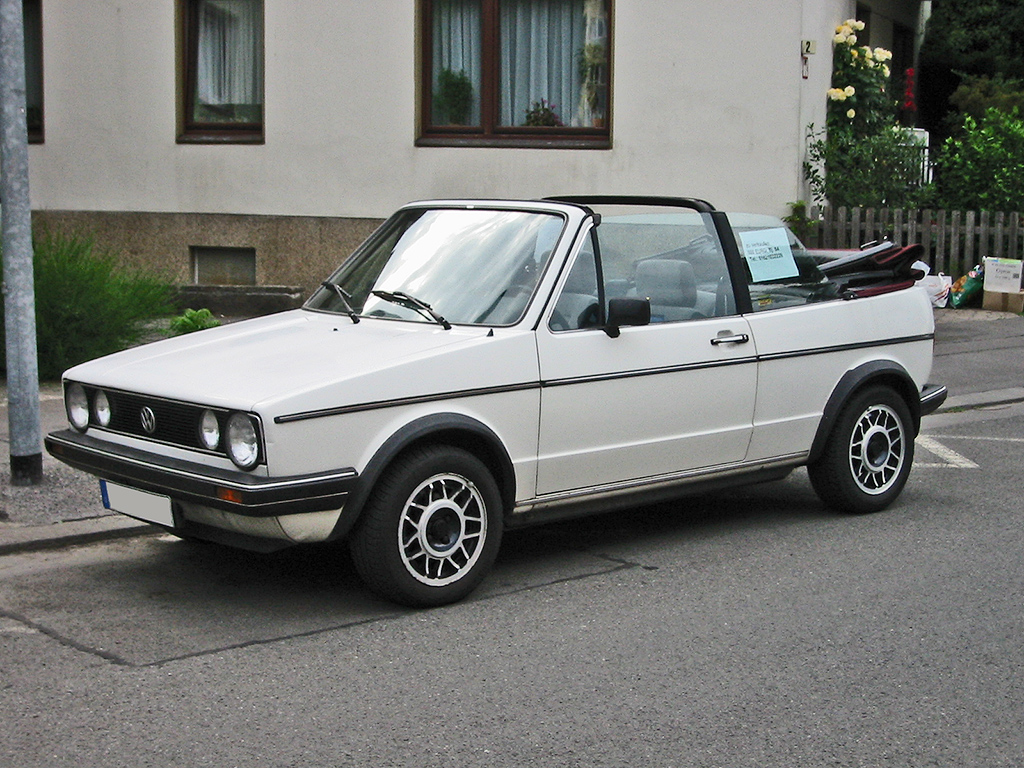
VW Golf Cabriolet (1979–1987)
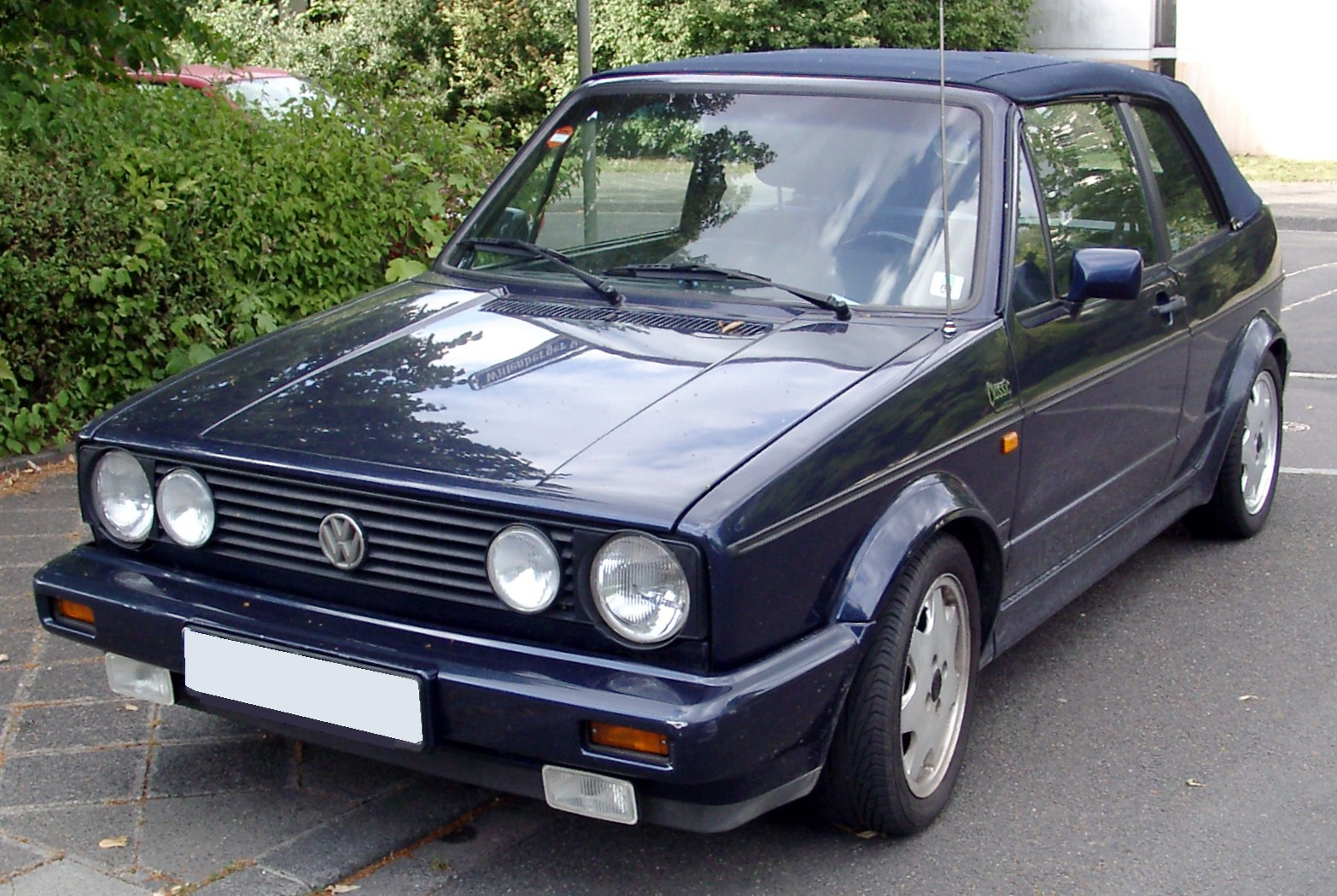
VW Golf Cabriolet (1987–1993)
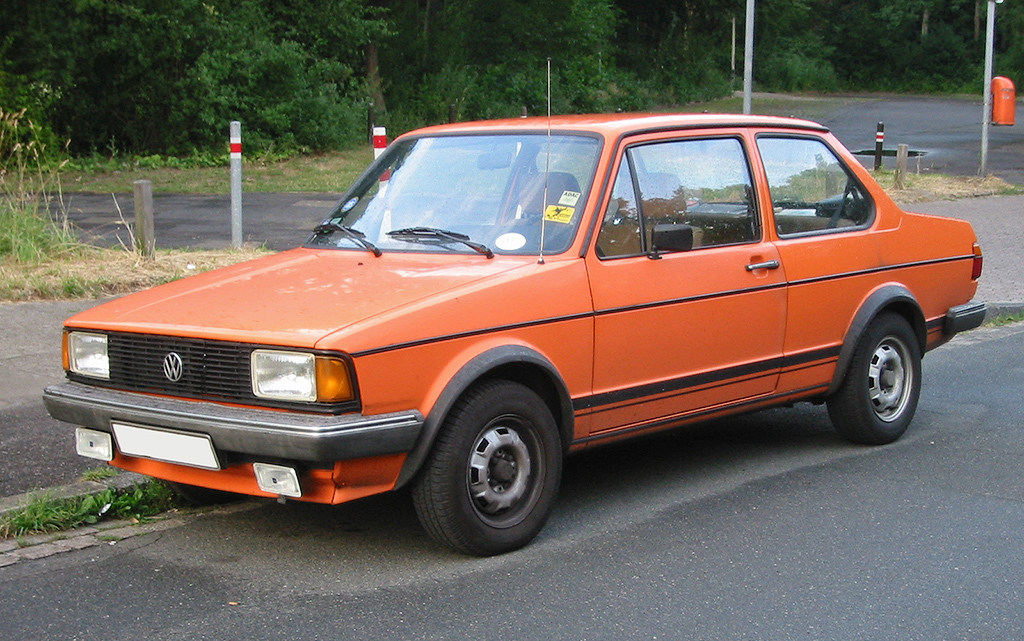
VW Jetta I (1979—1984)
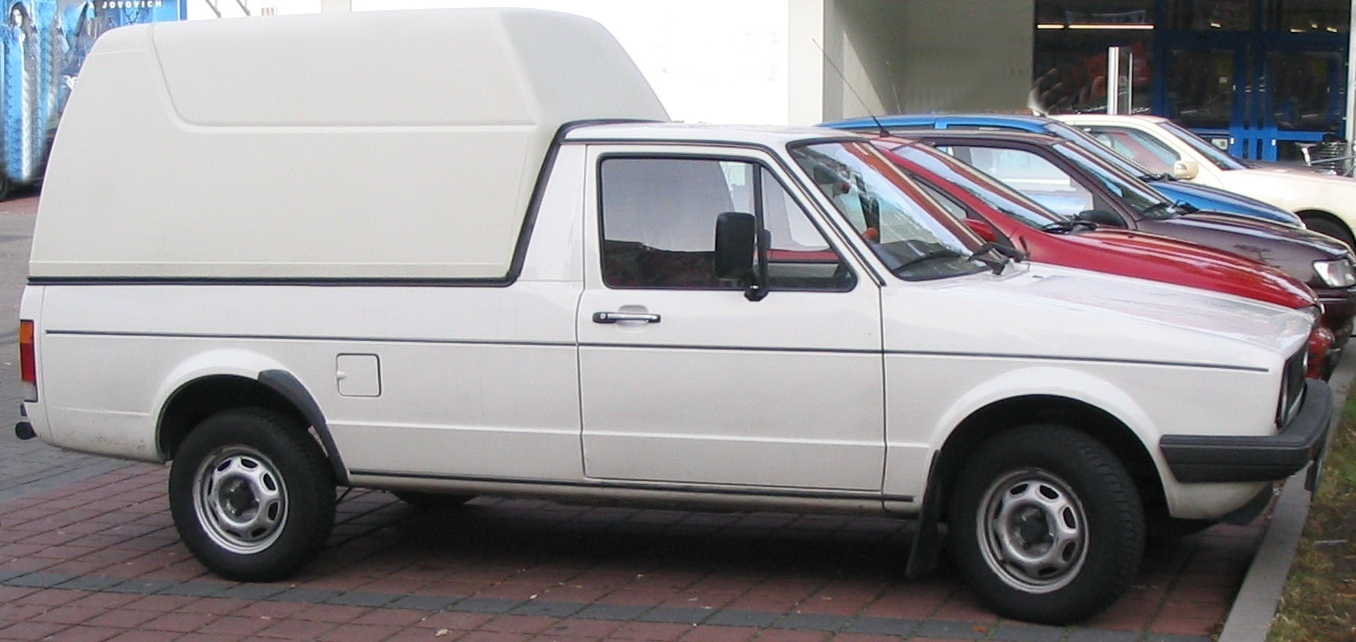
VW Caddy I (1983-1992)
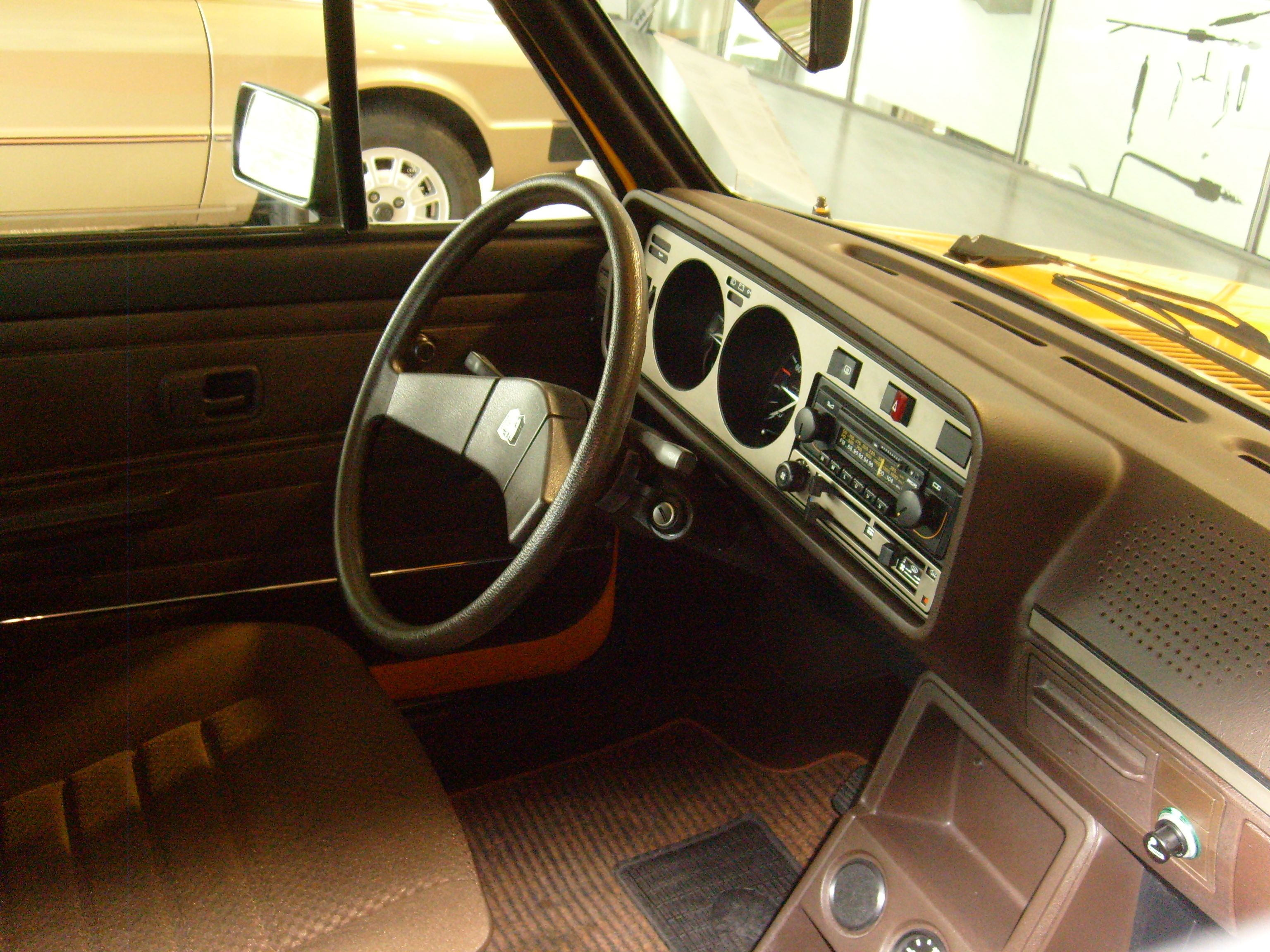